# Députés de la deuxième législature du Bundestag
Les députés de la deuxième législature du Bundestag sont les députés du Bundestag élus lors des élections fédérales allemandes de 1953 pour la période 1953-1957.

## Liste des députés
- Haut – A
- B
- C
- D
- E
- F
- G
- H
- I
- J
- K
- L
- M
- N
- O
- P
- Q
- R
- S
- T
- U
- V
- W
- X
- Y
- Z

| Député                                            | Naissance | Parti   | Bundesland                  | Circonscription                     | % des premières voix | Remarques |
| ------------------------------------------------- | --------- | ------- | --------------------------- | ----------------------------------- | -------------------- | --- |
| Annemarie Ackermann                               | 1913      | CDU     | Rhénanie-Palatinat          |                                     |                      | |
| Konrad Adenauer                                   | 1876      | CDU     | Rhénanie-du-Nord-Westphalie | Bonn-Stadt und -Land                | 68,8                 | |
| Johannes Albers                                   | 1890      | CDU     | Rhénanie-du-Nord-Westphalie | Köln III                            | 50,1                 | |
| Luise Albertz                                     | 1901      | SPD     | Rhénanie-du-Nord-Westphalie |                                     |                      | |
| Ernst Albrecht                                    | 1914      | CDU     | Hambourg                    |                                     |                      | remplace Karlfranz Schmidt-Wittmack le 11 mai 1956 |
| Lisa Albrecht                                     | 1896      | SPD     | Bavière                     |                                     |                      | |
| Jakob Altmaier                                    | 1889      | SPD     | Hesse                       | Hanau                               | 35,6                 | |
| Josef Arndgen                                     | 1894      | CDU     | Hesse                       | Limburg                             | 48,5                 | |
| Adolf Arndt                                       | 1904      | SPD     | Hesse                       | Hersfeld                            | 35,0                 | |
| Otto Arnholz                                      | 1894      | SPD     | Basse-Saxe                  | Stadt Braunschweig                  | 37,1                 | |
| Karl Atzenroth                                    | 1895      | FDP     | Rhénanie-Palatinat          |                                     |                      | |
| Fritz Baade                                       | 1893      | SPD     | Schleswig-Holstein          |                                     |                      | |
| Fritz Baier                                       | 1923      | CDU     | Bade-Wurtemberg             |                                     |                      | remplace Eugen Leibfried le 26 juin 1956 |
| Hans Bals                                         | 1917      | SPD     | Bavière                     |                                     |                      | |
| Wilhelm Banse                                     | 1911      | SPD     | Hesse                       | Offenbach/M                         | 40,0                 | |
| Heinrich Barlage                                  | 1891      | CDU     | Basse-Saxe                  | Emsland                             | 67,1                 | |
| Siegfried Bärsch                                  | 1920      | SPD     | Brême                       | Brême-West                          | 45,2                 | |
| Walter Bartram                                    | 1893      | CDU     | Schleswig-Holstein          | Segeberg – Neumünster               | 51,7                 | |
| Hannsheinz Bauer                                  | 1909      | SPD     | Bavière                     |                                     |                      | |
| Josef Bauer                                       | 1915      | CSU     | Bavière                     | Altötting                           | 45,8                 | |
| Friedrich Bauereisen                              | 1895      | CSU     | Bavière                     | Ansbach                             | 51,1                 | |
| Bernhard Bauknecht                                | 1900      | CDU     | Bade-Wurtemberg             | Biberach                            | 79,1                 | |
| Valentin Baur                                     | 1891      | SPD     | Bavière                     |                                     |                      | |
| Paul Bausch                                       | 1895      | CDU     | Bade-Wurtemberg             | Böblingen                           | 45,6                 | |
| Helmut Bazille                                    | 1920      | SPD     | Bade-Wurtemberg             |                                     |                      | |
| Fritz Becker                                      | 1910      | DP      | Hambourg                    | Hambourg III                        | 47,7                 | Parti allemand/Parti populaire libéral à partir du 14 mars 1957 |
| Josef Becker                                      | 1905      | CDU     | Rhénanie-Palatinat          | Zweibrücken                         | 49,0                 | |
| Max Becker                                        | 1888      | FDP     | Hesse                       |                                     |                      | |
| Arno Behrisch                                     | 1913      | SPD     | Bavière                     |                                     |                      | |
| Reinhold F. Bender                                | 1908      | GB/BHE  | Bavière                     |                                     |                      | député non inscrit à partir du 12 juillet 1955 Gruppe Kraft/Oberländer à partir du 14 juillet 1955 apparenté CDU/CSU à partir du 15 juillet 1955 CDU/CSU à partir du 20 mars 1956 |
| Franziska Bennemann                               | 1905      | SPD     | Basse-Saxe                  |                                     |                      | |
| Fritz Berendsen                                   | 1904      | CDU     | Rhénanie-du-Nord-Westphalie | Duisburg II                         | 50,1                 | |
| Hermann Berg                                      | 1905      | FDP     | Rhénanie-du-Nord-Westphalie |                                     |                      | remplace Carl Wirths le 27 juin 1955, député non inscrit à partir du 23 février 1956 Demokratische Arbeitsgemeinschaft à partir du 15 mars 1956 Parti populaire libéral à partir du 26 juin 1956 Parti allemand/Parti populaire libéral à partir du 14 mars 1957                                                              |
| Karl Bergmann                                     | 1907      | SPD     | Rhénanie-du-Nord-Westphalie | Essen II                            | 47,6                 | |
| Bernhard Bergmeyer                                | 1897      | CDU     | Rhénanie-du-Nord-Westphalie |                                     |                      | |
| August Berlin                                     | 1910      | SPD     | Rhénanie-du-Nord-Westphalie | Detmold                             | 39,0                 | |
| Emil Bettgenhäuser                                | 1906      | SPD     | Rhénanie-Palatinat          |                                     |                      | |
| Lucie Beyer                                       | 1914      | SPD     | Hesse                       |                                     |                      | |
| Willi Birkelbach                                  | 1913      | SPD     | Hesse                       |                                     |                      | |
| Otto Fürst von Bismarck                           | 1897      | CDU     | Schleswig-Holstein          | Herzogtum Lauenburg                 | 48,0                 | |
| Peter Blachstein                                  | 1911      | SPD     | Hambourg                    |                                     |                      | |
| Martin Blank                                      | 1897      | FDP     | Rhénanie-du-Nord-Westphalie |                                     |                      | député non inscrit à partir du 23 février 1956 Demokratische Arbeitsgemeinschaft à partir du 15 mars 1956 Parti populaire libéral à partir du 26 juin 1956 Parti allemand/Parti populaire libéral à partir du 14 mars 1957 |
| Theodor Blank                                     | 1905      | CDU     | Rhénanie-du-Nord-Westphalie | Borken – Bocholt – Ahaus            | 75,0                 | |
| Paul Bleiß                                        | 1904      | SPD     | Rhénanie-du-Nord-Westphalie | Minden – Lübbecke                   | 40,4                 | |
| Hildegard Bleyler                                 | 1899      | CDU     | Bade-Wurtemberg             |                                     |                      | |
| Hans Blöcker                                      | 1898      | CDU     | Schleswig-Holstein          |                                     |                      | remplace Kai-Uwe von Hassel le 8 novembre 1954 |
| Franz Blücher                                     | 1896      | FDP     | Rhénanie-du-Nord-Westphalie |                                     |                      | député non inscrit à partir du 23 février 1956 Demokratische Arbeitsgemeinschaft à partir du 15 mars 1956 Parti populaire libéral à partir du 26 juin 1956 Parti allemand/Parti populaire libéral à partir du 14 mars 1957 |
| Paul Bock                                         | 1890      | CDU     | Schleswig-Holstein          | Lübeck                              | 42,3                 | |
| Ernst von Bodelschwingh                           | 1906      | CDU     | Rhénanie-du-Nord-Westphalie | Unna – Hamm                         | 43,7                 | |
| Franz Böhm                                        | 1895      | CDU     | Hesse                       | Frankfurt/M III                     | 37,0                 | |
| Johannes Böhm                                     | 1890      | SPD     | Rhénanie-du-Nord-Westphalie |                                     |                      | décédé le 18 juillet 1957 |
| Franz Böhner                                      | 1889      | Zentrum | Rhénanie-du-Nord-Westphalie |                                     |                      | député non inscrit, décédé le 8 janvier 1954 |
| Peter Wilhelm Brand                               | 1900      | CDU     | Rhénanie-du-Nord-Westphalie | Rhein-Wupper-Kreis                  | 51,9                 | |
| Willy Brandt                                      | 1913      | SPD     | Berlin                      |                                     |                      | |
| Aenne Brauksiepe                                  | 1912      | CDU     | Rhénanie-du-Nord-Westphalie | Köln I                              | 53,5                 | |
| Josef Brenner                                     | 1899      | CDU     | Rhénanie-Palatinat          |                                     |                      | remplace Otto Lenz le 5 mai 1957 |
| Heinrich von Brentano                             | 1904      | CDU     | Hesse                       | Bergstraße                          | 44,9                 | |
| Wilhelm Brese                                     | 1896      | CDU     | Basse-Saxe                  |                                     |                      | |
| Johannes Brockmann                                | 1888      | Zentrum | Rhénanie-du-Nord-Westphalie | Oberhausen                          | 47,2                 | député non inscrit |
| Else Brökelschen                                  | 1890      | CDU     | Basse-Saxe                  |                                     |                      | |
| Josef Brönner                                     | 1884      | CDU     | Bade-Wurtemberg             | Crailsheim                          | 49,3                 | |
| Walter Brookmann                                  | 1901      | CDU     | Schleswig-Holstein          | Kiel                                | 55,6                 | décédé le 31 août 1957 |
| Valentin Brück                                    | 1911      | CDU     | Rhénanie-du-Nord-Westphalie |                                     |                      | démissionne le 17 septembre 1957 |
| Ernst-Christoph Brühler                           | 1891      | DP      | Bade-Wurtemberg             |                                     |                      | Parti allemand/Parti populaire libéral à partir du 14 mars 1957 |
| August Bruse                                      | 1903      | SPD     | Rhénanie-du-Nord-Westphalie |                                     |                      | |
| Gerd Bucerius                                     | 1906      | CDU     | Hambourg                    | Hambourg I                          | 52,9                 | |
| Ewald Bucher                                      | 1914      | FDP     | Bade-Wurtemberg             |                                     |                      | |
| Karl von Buchka                                   | 1885      | CDU     | Basse-Saxe                  |                                     |                      | |
| Dietrich Bürkel                                   | 1905      | CDU     | Rhénanie-du-Nord-Westphalie |                                     |                      | |
| Alfred Burgemeister                               | 1906      | CDU     | Basse-Saxe                  | Braunschweig-Land – Helmstedt       | 36,9                 | |
| Johannes Caspers                                  | 1910      | CDU     | Rhénanie-du-Nord-Westphalie | Düsseldorf II                       | 49,9                 | |
| Adolf Cillien                                     | 1893      | CDU     | Basse-Saxe                  | Hildesheim-Stadt und -Land          | 45,7                 | |
| Hermann Conring                                   | 1894      | CDU     | Basse-Saxe                  | Leer                                | 56,4                 | |
| Fritz Corterier                                   | 1906      | SPD     | Bade-Wurtemberg             |                                     |                      | |
| Herbert Czaja                                     | 1914      | CDU     | Bade-Wurtemberg             |                                     |                      | |
| Fritz Czermak                                     | 1894      | GB/BHE  | Hesse                       |                                     |                      | Parti libéral-démocrate à partir du 14 juillet 1955 |
| Otto Dannebom                                     | 1904      | SPD     | Rhénanie-du-Nord-Westphalie | Dortmund III – Lünen                | 47,3                 | |
| Robert Dannemann                                  | 1902      | FDP     | Basse-Saxe                  | Oldenburg – Ammerland               | 56,5                 | démissionne le 1er juillet 1955 |
| Robert Daum                                       | 1889      | SPD     | Rhénanie-du-Nord-Westphalie |                                     |                      | |
| Thomas Dehler                                     | 1897      | FDP     | Bavière                     |                                     |                      | |
| Heinrich Deist                                    | 1902      | SPD     | Rhénanie-du-Nord-Westphalie |                                     |                      | |
| Hans Demmelmeier                                  | 1887      | CSU     | Bavière                     | Ingolstadt                          | 49,0                 | |
| Georg Dewald                                      | 1892      | SPD     | Bavière                     |                                     |                      | |
| Karl Diedrichsen                                  | 1895      | CDU     | Schleswig-Holstein          | Oldenburg – Eutin/Süd               | 47,0                 | |
| Bruno Diekmann                                    | 1897      | SPD     | Schleswig-Holstein          |                                     |                      | |
| Anton Diel                                        | 1898      | SPD     | Rhénanie-Palatinat          |                                     |                      | |
| Maria Dietz                                       | 1894      | CDU     | Rhénanie-Palatinat          |                                     |                      | |
| Stefan Dittrich                                   | 1912      | CSU     | Bavière                     | Deggendorf                          | 48,1                 | |
| Clara Döhring                                     | 1899      | SPD     | Bade-Wurtemberg             |                                     |                      | |
| Werner Dollinger                                  | 1918      | CSU     | Bavière                     | Erlangen                            | 42,7                 | |
| Anton Donhauser                                   | 1913      | CSU     | Bavière                     | Amberg                              | 64,5                 | |
| Wilhelm Dopatka                                   | 1919      | SPD     | Rhénanie-du-Nord-Westphalie |                                     |                      | remplace Gerhard Lütkens le 21 novembre 1955 |
| Walter Drechsel                                   | 1902      | FDP     | Basse-Saxe                  | Göttingen – Münden                  | 54,3                 | |
| August Dresbach                                   | 1894      | CDU     | Rhénanie-du-Nord-Westphalie | Oberbergischer Kreis                | 43,6                 | |
| Anton Eberhard                                    | 1892      | FDP     | Rhénanie-Palatinat          |                                     |                      | |
| Walter Eckhardt                                   | 1906      | GB/BHE  | Bavière                     |                                     |                      | député non inscrit à partir du 12 juillet 1955 Gruppe Kraft/Oberländer à partir du 14 juillet 1955 apparenté CDU/CSU à partir du 15 juillet 1955 CDU/CSU à partir du 20 mars 1956 |
| Heinrich Eckstein                                 | 1907      | CDU     | Basse-Saxe                  | Bersenbrück – Lingen                | 65,1                 | |
| Hermann Ehlers                                    | 1904      | CDU     | Basse-Saxe                  | Delmenhorst – Wesermarsch           | 53,8                 | décédé le 29 octobre 1954 |
| Hermann Ehren                                     | 1894      | CDU     | Rhénanie-du-Nord-Westphalie |                                     |                      | |
| Rudolf Eickhoff                                   | 1902      | DP      | Basse-Saxe                  | Diepholz – Melle – Wittlage         | 26,7                 | Parti allemand/Parti populaire libéral à partir du 14 mars 1957 |
| Alexander Elbrächter                              | 1908      | DP      | Basse-Saxe                  | Hameln – Springe                    | 42,3                 | Parti allemand/Parti populaire libéral à partir du 14 mars 1957 |
| Martin Elsner                                     | 1900      | GB/BHE  | Basse-Saxe                  |                                     |                      | |
| Hans Egon Engell                                  | 1897      | GB/BHE  | Basse-Saxe                  |                                     |                      | |
| Ernst Engelbrecht-Greve                           | 1916      | CDU     | Schleswig-Holstein          | Steinburg                           | 38,4                 | |
| Ludwig Erhard                                     | 1897      | CDU     | Bade-Wurtemberg             | Ulm                                 | 60,6                 | |
| Fritz Erler                                       | 1913      | SPD     | Bade-Wurtemberg             |                                     |                      | |
| Fritz Eschmann                                    | 1909      | SPD     | Rhénanie-du-Nord-Westphalie |                                     |                      | |
| Peter Etzenbach                                   | 1899      | CDU     | Rhénanie-du-Nord-Westphalie | Siegkreis                           | 64,8                 | |
| August-Martin Euler                               | 1908      | FDP     | Hesse                       | Fritzlar-Homberg                    | 42,8                 | député non inscrit à partir du 23 février 1956 Demokratische Arbeitsgemeinschaft à partir du 15 mars 1956 Parti populaire libéral à partir du 26 juin 1956 Parti allemand/Parti populaire libéral à partir du 14 mars 1957 |
| Johannes Even                                     | 1903      | CDU     | Rhénanie-du-Nord-Westphalie | Bergheim – Euskirchen               | 56,3                 | |
| Walter Faller                                     | 1909      | SPD     | Bade-Wurtemberg             |                                     |                      | |
| Oskar Farny                                       | 1891      | CDU     | Bade-Wurtemberg             |                                     |                      | démissionne le 11 novembre 1953 |
| Heinrich Fassbender                               | 1899      | FDP     | Hesse                       | Waldeck                             | 52,5                 | Parti allemand à partir du 18 novembre 1955 Parti allemand/Parti populaire libéral à partir du 14 mars 1957 |
| Aloys Feldmann                                    | 1897      | CDU     | Rhénanie-du-Nord-Westphalie | Lippstadt – Brilon                  | 66,5                 | |
| Erwin Feller                                      | 1911      | GB/BHE  | Bade-Wurtemberg             |                                     |                      | |
| Eduard Fiedler                                    | 1890      | GB/BHE  | Bade-Wurtemberg             |                                     |                      | démissionne le 13 octobre 1953 |
| Eva Gräfin Finck von Finckenstein                 | 1903      | GB/BHE  | Schleswig-Holstein          |                                     |                      | député non inscrit à partir du 12 juillet 1955 Gruppe Kraft/Oberländer à partir du 14 juillet 1955 apparenté CDU/CSU à partir du 15 juillet 1955 CDU/CSU à partir du 20 mars 1956 |
| Hermann Finckh                                    | 1910      | CDU     | Bade-Wurtemberg             | Göppingen                           | 46,6                 | |
| Erni Finselberger                                 | 1902      | GB/BHE  | Basse-Saxe                  |                                     |                      | |
| Egon Franke                                       | 1913      | SPD     | Basse-Saxe                  | Stadt Hannover-Nord                 | 38,8                 | |
| Ludwig Franz                                      | 1922      | CSU     | Bavière                     | Rosenheim                           | 41,9                 | |
| Jakob Franzen                                     | 1903      | CDU     | Rhénanie-Palatinat          |                                     |                      | |
| Heinz Frehsee                                     | 1916      | SPD     | Basse-Saxe                  |                                     |                      | |
| Rudolf Freidhof                                   | 1888      | SPD     | Hesse                       | Eschwege                            | 39,9                 | |
| Alfred Frenzel                                    | 1899      | SPD     | Bavière                     |                                     |                      | |
| Ferdinand Friedensburg                            | 1886      | CDU     | Berlin                      |                                     |                      | |
| Hermann Friese                                    | 1911      | CDU     | Basse-Saxe                  |                                     |                      | |
| Lotte Friese-Korn                                 | 1899      | FDP     | Rhénanie-du-Nord-Westphalie |                                     |                      | |
| Konrad Frühwald                                   | 1890      | FDP     | Bavière                     |                                     |                      | |
| Gustav Fuchs                                      | 1900      | CSU     | Bavière                     | Bad Kissingen                       | 57,9                 | |
| Friedrich Funk                                    | 1900      | CSU     | Bavière                     | Schweinfurt                         | 56,3                 | |
| Hans Furler                                       | 1904      | CDU     | Bade-Wurtemberg             |                                     |                      | |
| Elisabeth Ganswindt                               | 1900      | CDU     | Hambourg                    |                                     |                      | remplace Hans Griem le 9 novembre 1955 |
| Mathilde Gantenberg                               | 1889      | CDU     | Rhénanie-du-Nord-Westphalie |                                     |                      | remplace Eduard Orth le 8 octobre 1956 |
| Karl Gaul                                         | 1889      | FDP     | Hesse                       |                                     |                      | |
| Gustav-Adolf Gedat                                | 1903      | CDU     | Bade-Wurtemberg             | Reutlingen                          | 51,8                 | |
| Wilhelm Gefeller                                  | 1906      | SPD     | Rhénanie-du-Nord-Westphalie |                                     |                      | |
| Hans Geiger                                       | 1912      | SPD     | Rhénanie-du-Nord-Westphalie |                                     |                      | remplace Hermann Veit le 1er janvier 1954 |
| Hugo Geiger (de)                                  | 1901      | CSU     | Bavière                     | Tirschenreuth                       | 54,7                 | |
| Ingeborg Geisendörfer                             | 1907      | CSU     | Bavière                     |                                     |                      | |
| Heinz Gemein                                      | 1906      | GB/BHE  | Rhénanie-du-Nord-Westphalie |                                     |                      | |
| Karl Gengler                                      | 1886      | CDU     | Bade-Wurtemberg             | Rottweil                            | 56,6                 | |
| Robert Geritzmann                                 | 1893      | SPD     | Rhénanie-du-Nord-Westphalie | Gelsenkirchen                       | 43,5                 | |
| Heinrich Gerns                                    | 1892      | CDU     | Schleswig-Holstein          | Plön – Eutin/Nord                   | 54,7                 | |
| Eugen Gerstenmaier                                | 1906      | CDU     | Bade-Wurtemberg             | Backnang                            | 41,2                 | |
| Paul Gibbert                                      | 1898      | CDU     | Rhénanie-Palatinat          | Cochem                              | 67,2                 | |
| Christian Giencke                                 | 1896      | CDU     | Schleswig-Holstein          | Husum – Südtondern – Eiderstedt     | 46,7                 | |
| Alfred Gille                                      | 1901      | GB/BHE  | Schleswig-Holstein          |                                     |                      | |
| Heinrich Glasmeyer                                | 1893      | CDU     | Rhénanie-du-Nord-Westphalie |                                     |                      | |
| Alfred Gleisner                                   | 1908      | SPD     | Rhénanie-du-Nord-Westphalie |                                     |                      | |
| Franz Gleissner                                   | 1911      | CSU     | Bavière                     | Miesbach                            | 47,0                 | |
| Hermann Glüsing                                   | 1908      | CDU     | Schleswig-Holstein          | Norder- und Süderdithmarschen       | 53,2                 | |
| Josef Gockeln                                     | 1900      | CDU     | Rhénanie-du-Nord-Westphalie | Düsseldorf I                        | 58,0                 | |
| Wilhelm Goldhagen                                 | 1901      | CDU     | Schleswig-Holstein          | Pinneberg                           | 38,9                 | |
| Hubertus von Golitschek                           | 1910      | FDP     | Rhénanie-du-Nord-Westphalie |                                     |                      | remplace Paul Luchtenberg le 18 avril 1956 |
| Wilhelm Gontrum                                   | 1910      | CDU     | Hesse                       |                                     |                      | |
| Robert Görlinger                                  | 1888      | SPD     | Rhénanie-du-Nord-Westphalie |                                     |                      | décédé le 10 février 1954 |
| Hermann Götz                                      | 1914      | CDU     | Hesse                       |                                     |                      | |
| Carlo Graaff                                      | 1914      | FDP     | Basse-Saxe                  |                                     |                      | remplace Robert Dannemann le 4 juillet 1955 |
| Benno Graf                                        | 1908      | CSU     | Bavière                     | München-West                        | 47,3                 | Parti populaire libéral à partir du 26 octobre 1956 Parti allemand/Parti populaire libéral à partir du 14 mars 1957 |
| Fritz Grantze                                     | 1893      | CDU     | Berlin                      |                                     |                      | remplace Robert Tillmanns le 17 novembre 1955 |
| Otto Heinrich Greve                               | 1908      | SPD     | Basse-Saxe                  | Nienburg – Schaumburg-Lippe         | 35,6                 | |
| Hans Griem                                        | 1902      | CDU     | Hambourg                    | Hambourg VI                         | 49,2                 | décédé le 7 novembre 1955 |
| Josef Grunner                                     | 1904      | SPD     | Berlin                      |                                     |                      | remplace Louise Schroeder le 11 juin 1957, démissionne le 21 juin 1957 |
| Wilhelm Gülich                                    | 1895      | SPD     | Schleswig-Holstein          |                                     |                      | |
| Otto Gumrum                                       | 1895      | CSU     | Bavière                     | München-Nord                        | 47,2                 | Parti populaire libéral à partir du 26 octobre 1956 Parti allemand/Parti populaire libéral à partir du 14 mars 1957 |
| Bernhard Günther                                  | 1906      | CDU     | Rhénanie-du-Nord-Westphalie | Düren – Monschau – Schleiden        | 69,3                 | |
| Horst Haasler                                     | 1905      | GB/BHE  | Basse-Saxe                  |                                     |                      | député non inscrit à partir du 12 juillet 1955 Gruppe Kraft/Oberländer à partir du 14 juillet 1955 apparenté CDU/CSU à partir du 15 juillet 1955 CDU/CSU à partir du 20 mars 1956 |
| Karl Hahn                                         | 1901      | CDU     | Rhénanie-du-Nord-Westphalie |                                     |                      | |
| Richard Hammer                                    | 1897      | FDP     | Hesse                       |                                     |                      | |
| Werner Hansen                                     | 1905      | SPD     | Rhénanie-du-Nord-Westphalie |                                     |                      | |
| Hermann Hansing                                   | 1908      | SPD     | Brême                       | Brême-Ost                           | 33,8                 | |
| Johann Harnischfeger                              | 1899      | CDU     | Rhénanie-du-Nord-Westphalie | Gladbeck – Bottrop                  | 46,7                 | |
| Kai-Uwe von Hassel                                | 1913      | CDU     | Schleswig-Holstein          | Schleswig – Eckernförde             | 51,4                 | démissionne le 4 novembre 1954 |
| Herbert Hauffe                                    | 1914      | SPD     | Bavière                     | Bayreuth                            | 40,0                 | |
| Erwin Häussler                                    | 1909      | CDU     | Bade-Wurtemberg             | Stuttgart II (Ost)                  | 33,3                 | |
| Johann Karl Heide                                 | 1897      | SPD     | Rhénanie-du-Nord-Westphalie |                                     |                      | |
| Rudolf-Ernst Heiland                              | 1910      | SPD     | Rhénanie-du-Nord-Westphalie |                                     |                      | |
| Fritz Heinrich                                    | 1921      | SPD     | Rhénanie-du-Nord-Westphalie |                                     |                      | |
| Margarete Heise                                   | 1911      | SPD     | Berlin                      |                                     |                      | |
| Martin Heix                                       | 1903      | Zentrum | Rhénanie-du-Nord-Westphalie |                                     |                      | CDU/CSU à partir du 23 septembre 1953 |
| Fritz Held                                        | 1901      | FDP     | Rhénanie-du-Nord-Westphalie |                                     |                      | remplace Friedrich Middelhauve le 13 septembre 1954 |
| Josef Hellenbrock                                 | 1900      | SPD     | Rhénanie-du-Nord-Westphalie |                                     |                      | |
| Heinrich Hellwege                                 | 1908      | DP      | Basse-Saxe                  | Stade – Bremervörde                 | 55,0                 | démissionne le 27 mai 1955 |
| Fritz Hellwig                                     | 1912      | CDU     | Rhénanie-du-Nord-Westphalie | Remscheid – Solingen                | 38,6                 | |
| Georg Graf Henckel von Donnersmarck               | 1902      | CSU     | Bavière                     |                                     |                      | |
| Hans Henn                                         | 1899      | FDP     | Berlin                      |                                     |                      | député non inscrit à partir du 23 février 1956 Demokratische Arbeitsgemeinschaft à partir du 15 mars 1956 Parti populaire libéral à partir du 26 juin 1956 Parti allemand/Parti populaire libéral à partir du 14 mars 1957 |
| Karl Hepp                                         | 1889      | FDP     | Hesse                       |                                     |                      | député non inscrit à partir du 23 février 1956 Demokratische Arbeitsgemeinschaft à partir du 15 mars 1956 Parti populaire libéral à partir du 26 juin 1956 Parti allemand/Parti populaire libéral à partir du 14 mars 1957 |
| Luise Herklotz                                    | 1918      | SPD     | Rhénanie-Palatinat          |                                     |                      | remplace Hermann Trittelvitz le 24 septembre 1956 |
| Hans Hermsdorf                                    | 1914      | SPD     | Basse-Saxe                  |                                     |                      | |
| Karl Herold                                       | 1921      | SPD     | Bavière                     |                                     |                      | |
| Carl Hesberg                                      | 1898      | CDU     | Rhénanie-du-Nord-Westphalie |                                     |                      | |
| Hellmuth Heye                                     | 1895      | CDU     | Basse-Saxe                  | Wilhelmshaven – Friesland           | 37,8                 | |
| Anton Hilbert                                     | 1898      | CDU     | Bade-Wurtemberg             | Donaueschingen                      | 64,8                 | |
| Hermann Höcherl                                   | 1912      | CSU     | Bavière                     | Regensburg                          | 57,0                 | |
| Wilhelm Höck                                      | 1907      | CDU     | Basse-Saxe                  | Gandersheim – Salzgitter            | 39,9                 | |
| Heinrich Höcker                                   | 1886      | SPD     | Rhénanie-du-Nord-Westphalie | Herford-Stadt und -Land             | 47,3                 | |
| Karl Hoffmann                                     | 1901      | FDP     | Bade-Wurtemberg             |                                     |                      | |
| Heinrich Höfler                                   | 1897      | CDU     | Bade-Wurtemberg             | Emmendingen                         | 60,9                 | |
| Franz Höhne                                       | 1904      | SPD     | Bavière                     |                                     |                      | |
| Ernst Holla                                       | 1888      | CDU     | Rhénanie-du-Nord-Westphalie | Moers                               | 47,4                 | |
| Matthias Hoogen                                   | 1904      | CDU     | Rhénanie-du-Nord-Westphalie | Kempen-Krefeld                      | 62,7                 | |
| Fritz Wilhelm Hörauf                              | 1908      | SPD     | Bavière                     |                                     |                      | |
| Michael Horlacher                                 | 1888      | CSU     | Bavière                     | Forchheim                           | 56,3                 | |
| Peter Horn                                        | 1891      | CDU     | Hesse                       | Frankfurt/M I                       | 37,7                 | |
| Elinor Hubert                                     | 1900      | SPD     | Basse-Saxe                  | Alfeld – Holzminden                 | 39,4                 | |
| Karl Hübner                                       | 1897      | FDP     | Berlin                      |                                     |                      | député non inscrit à partir du 23 février 1956 Demokratische Arbeitsgemeinschaft à partir du 15 mars 1956 Parti populaire libéral à partir du 26 juin 1956 Parti allemand/Parti populaire libéral à partir du 14 mars 1957 |
| Josef Hufnagel                                    | 1900      | SPD     | Rhénanie-du-Nord-Westphalie |                                     |                      | |
| Eugen Huth                                        | 1901      | CDU     | Rhénanie-du-Nord-Westphalie | Wuppertal II                        | 54,5                 | |
| Margarete Hütter                                  | 1909      | FDP     | Bade-Wurtemberg             |                                     |                      | remplace Karl Georg Pfleiderer le 29 septembre 1955 |
| Herta Ilk                                         | 1902      | FDP     | Bavière                     |                                     |                      | |
| Joseph Illerhaus                                  | 1903      | CDU     | Rhénanie-du-Nord-Westphalie | Rheydt – M.Gladbach – Viersen       | 66,4                 | |
| Werner Jacobi                                     | 1907      | SPD     | Rhénanie-du-Nord-Westphalie |                                     |                      | |
| Peter Jacobs (de)                                 | 1906      | SPD     | Rhénanie-Palatinat          |                                     |                      | |
| Richard Jaeger                                    | 1913      | CSU     | Bavière                     | Fürstenfeldbruck                    | 51,1                 | |
| Artur Jahn                                        | 1904      | CDU     | Bade-Wurtemberg             | Stuttgart I (West)                  | 33,9                 | |
| Hans Jahn                                         | 1885      | SPD     | Basse-Saxe                  | Hannover-Land                       | 43,6                 | |
| Wenzel Jaksch                                     | 1896      | SPD     | Hesse                       |                                     |                      | |
| Wilhelm Jentzsch                                  | 1910      | FDP     | Schleswig-Holstein          |                                     |                      | |
| Hedwig Jochmus                                    | 1899      | CDU     | Bade-Wurtemberg             |                                     |                      | |
| Johann Peter Josten                               | 1915      | CDU     | Rhénanie-Palatinat          |                                     |                      | |
| Karl Kahn                                         | 1900      | CSU     | Bavière                     | Burglengenfeld                      | 60,4                 | |
| Georg Kahn-Ackermann                              | 1918      | SPD     | Bavière                     |                                     |                      | |
| Jakob Kaiser                                      | 1888      | CDU     | Rhénanie-du-Nord-Westphalie | Essen III                           | 53,6                 | |
| Pia Kaiser                                        | 1912      | CDU     | Bade-Wurtemberg             |                                     |                      | remplace Eugen Maucher le 17 septembre 1956 |
| Hellmut Kalbitzer                                 | 1913      | SPD     | Hambourg                    |                                     |                      | |
| Margot Kalinke                                    | 1909      | DP      | Basse-Saxe                  |                                     |                      | remplace Heinrich Hellwege le 3 juin 1955, Parti allemand/Parti populaire libéral à partir du 14 mars 1957 |
| Hugo Karpf                                        | 1895      | CSU     | Bavière                     | Aschaffenburg                       | 54,8                 | |
| Linus Kather                                      | 1893      | CDU     | Rhénanie-du-Nord-Westphalie |                                     |                      | Bloc des réfugiés à partir du 15 juin 1954 |
| Irma Keilhack                                     | 1908      | SPD     | Hambourg                    |                                     |                      | |
| Wilfried Keller                                   | 1918      | GB/BHE  | Bavière                     |                                     |                      | |
| Emil Kemmer                                       | 1914      | CSU     | Bavière                     | Bamberg                             | 54,4                 | |
| Heinrich Kemper                                   | 1888      | CDU     | Rhénanie-Palatinat          | Trier                               | 67,2                 | |
| Alma Kettig                                       | 1915      | SPD     | Rhénanie-du-Nord-Westphalie |                                     |                      | |
| Dietrich Keuning                                  | 1908      | SPD     | Rhénanie-du-Nord-Westphalie | Dortmund II                         | 45,6                 | |
| Kurt Georg Kiesinger                              | 1904      | CDU     | Bade-Wurtemberg             | Ravensburg                          | 76,3                 | |
| Karl Alfred Kihn                                  | 1887      | CSU     | Bavière                     | Würzburg                            | 54,0                 | |
| Georg Richard Kinat                               | 1888      | SPD     | Rhénanie-du-Nord-Westphalie |                                     |                      | |
| Liesel Kipp-Kaule                                 | 1906      | SPD     | Rhénanie-du-Nord-Westphalie |                                     |                      | |
| Peterheinrich Kirchhoff                           | 1886      | CDU     | Rhénanie-du-Nord-Westphalie | Altena – Lüdenscheid                | 42,0                 | |
| Wolfgang Klausner                                 | 1906      | CSU     | Bavière                     | Traunstein                          | 44,1                 | |
| Josef Ferdinand Kleindinst                        | 1881      | CSU     | Bavière                     | Augsburg-Stadt                      | 54,3                 | |
| Georg Kliesing                                    | 1911      | CDU     | Rhénanie-du-Nord-Westphalie |                                     |                      | |
| Gustav Klingelhöfer                               | 1888      | SPD     | Berlin                      |                                     |                      | |
| Otto Klötzer                                      | 1914      | GB/BHE  | Bavière                     |                                     |                      | |
| Oskar Knapp                                       | 1898      | CDU     | Hesse                       |                                     |                      | |
| Ludwig Knobloch                                   | 1901      | CDU     | Rhénanie-Palatinat          | Neustadt an der Weinstraße          | 39,4                 | |
| Jakob Koenen                                      | 1907      | SPD     | Rhénanie-du-Nord-Westphalie |                                     |                      | |
| Erich Köhler                                      | 1892      | CDU     | Hesse                       | Obertaunuskreis                     | 34,4                 | |
| Walther Kolbe                                     | 1889      | CDU     | Rhénanie-du-Nord-Westphalie |                                     |                      | décédé le 25 décembre 1953 |
| Willy Könen                                       | 1908      | SPD     | Rhénanie-du-Nord-Westphalie |                                     |                      | |
| Wilhelm Königswarter                              | 1890      | SPD     | Berlin                      |                                     |                      | |
| Willi Koops                                       | 1896      | CDU     | Basse-Saxe                  | Lüneburg – Dannenberg               | 25,5                 | |
| Hermann Kopf                                      | 1901      | CDU     | Bade-Wurtemberg             | Freiburg                            | 57,6                 | |
| Georg Körner                                      | 1907      | GB/BHE  | Rhénanie-du-Nord-Westphalie |                                     |                      | député non inscrit à partir du 12 juillet 1955 Parti libéral-démocrate à partir du 14 juillet 1955 député non inscrit à partir du 23 février 1956 Demokratische Arbeitsgemeinschaft à partir du 15 mars 1956 Parti populaire libéral à partir du 26 juin 1956 Parti allemand/Parti populaire libéral à partir du 14 mars 1957 |
| Lisa Korspeter                                    | 1900      | SPD     | Basse-Saxe                  | Celle                               | 25,5                 | |
| Johannes Kortmann                                 | 1889      | CDU     | Basse-Saxe                  |                                     |                      | |
| Waldemar Kraft                                    | 1898      | GB/BHE  | Schleswig-Holstein          |                                     |                      | député non inscrit à partir du 12 juillet 1955 Gruppe Kraft/Oberländer à partir du 14 juillet 1955 apparenté CDU/CSU à partir du 15 juillet 1955 CDU/CSU à partir du 20 mars 1956 |
| Angelo Kramel                                     | 1903      | CSU     | Bavière                     | München-Ost                         | 43,1                 | |
| Karl Krammig                                      | 1908      | CDU     | Brême                       |                                     |                      | |
| Wilhelm Kratz                                     | 1905      | CDU     | Sarre                       |                                     |                      | à partir du 4 janvier 1957 démissionne le 11 avril 1957 |
| Gerhard Kreyssig                                  | 1899      | SPD     | Bavière                     |                                     |                      | |
| Herbert Kriedemann                                | 1903      | SPD     | Basse-Saxe                  |                                     |                      | |
| Ludwig Kroll                                      | 1915      | CDU     | Bade-Wurtemberg             |                                     |                      | |
| Heinrich Krone                                    | 1895      | CDU     | Berlin                      |                                     |                      | |
| Edeltraud Kuchtner                                | 1907      | CSU     | Bavière                     |                                     |                      | |
| Walter Kühlthau                                   | 1906      | CDU     | Rhénanie-du-Nord-Westphalie | Essen I                             | 45,0                 | |
| Heinz Kühn                                        | 1912      | SPD     | Rhénanie-du-Nord-Westphalie |                                     |                      | |
| Walther Kühn                                      | 1892      | FDP     | Rhénanie-du-Nord-Westphalie |                                     |                      | |
| Ernst Kuntscher                                   | 1899      | CDU     | Basse-Saxe                  |                                     |                      | |
| Lothar Kunz                                       | 1892      | GB/BHE  | Hesse                       |                                     |                      | |
| Johannes Kunze                                    | 1892      | CDU     | Rhénanie-du-Nord-Westphalie | Iserlohn-Stadt und -Land            | 49,0                 | |
| Georg Kurlbaum                                    | 1902      | SPD     | Bavière                     |                                     |                      | |
| Walter Kutschera                                  | 1914      | GB/BHE  | Basse-Saxe                  |                                     |                      | |
| Artur Ladebeck                                    | 1891      | SPD     | Rhénanie-du-Nord-Westphalie | Bielefeld-Stadt                     | 41,8                 | |
| Karl Lahr                                         | 1899      | FDP     | Rhénanie-Palatinat          |                                     |                      | député non inscrit à partir du 23 février 1956 Demokratische Arbeitsgemeinschaft à partir du 15 mars 1956 Parti populaire libéral à partir du 26 juin 1956 Parti allemand/Parti populaire libéral à partir du 14 mars 1957 |
| Georg Lang                                        | 1913      | CSU     | Bavière                     |                                     |                      | |
| Erwin Lange                                       | 1914      | SPD     | Rhénanie-du-Nord-Westphalie |                                     |                      | |
| Eugen Leibfried                                   | 1897      | CDU     | Bade-Wurtemberg             | Sinsheim                            | 48,5                 | démissionne le 21 juin 1956 |
| Christian Leibing                                 | 1905      | CDU     | Bade-Wurtemberg             |                                     |                      | remplace Fritz Schuler le 8 août 1955 |
| Walter Leiske                                     | 1889      | CDU     | Hesse                       | Frankfurt/M II                      | 39,3                 | |
| Erich Leitow                                      | 1926      | SPD     | Basse-Saxe                  |                                     |                      | remplace Otto Ziegler le 3 août 1956 |
| Ernst Lemmer                                      | 1898      | CDU     | Berlin                      |                                     |                      | |
| Aloys Lenz                                        | 1910      | CDU     | Rhénanie-du-Nord-Westphalie | Köln-Land                           | 53,6                 | |
| Hans Lenz                                         | 1907      | FDP     | Bade-Wurtemberg             |                                     |                      | |
| Otto Lenz                                         | 1903      | CDU     | Rhénanie-Palatinat          | Ahrweiler                           | 71,8                 | décédé le 2 mai 1957 |
| Franz Lenze                                       | 1910      | CDU     | Rhénanie-du-Nord-Westphalie | Meschede – Olpe                     | 72,9                 | |
| Gottfried Leonhard                                | 1895      | CDU     | Bade-Wurtemberg             | Karlsruhe-Land                      | 52,9                 | |
| Josef Lermer                                      | 1894      | CSU     | Bavière                     | Straubing                           | 52,2                 | |
| Edmund Leukert                                    | 1904      | CSU     | Bavière                     |                                     |                      | |
| Paul Leverkuehn                                   | 1893      | CDU     | Hambourg                    |                                     |                      | |
| Heinrich Lindenberg                               | 1902      | CDU     | Basse-Saxe                  | Harz                                | 37,0                 | |
| Hermann Lindrath                                  | 1896      | CDU     | Bade-Wurtemberg             | Mannheim-Land                       | 38,1                 | |
| Gertrud Lockmann                                  | 1895      | SPD     | Hambourg                    |                                     |                      | |
| Walter Löhr                                       | 1911      | CDU     | Hesse                       |                                     |                      | |
| Wilhelm Lotze                                     | 1902      | CDU     | Basse-Saxe                  |                                     |                      | remplace Hermann Ehlers le 1er novembre 1954 |
| Hubertus Prinz zu Löwenstein-Wertheim-Freudenberg | 1906      | FDP     | Rhénanie-du-Nord-Westphalie |                                     |                      | député non inscrit à partir du 6 juin 1957 Parti allemand/Parti populaire libéral (Allemagne) à partir du 25 juin 1957 |
| Heinrich Lübke                                    | 1894      | CDU     | Rhénanie-du-Nord-Westphalie | Rees – Dinslaken                    | 51,3                 | |
| Paul Luchtenberg                                  | 1890      | FDP     | Rhénanie-du-Nord-Westphalie |                                     |                      | remplace Willi Weyer le 18 septembre 1954, démissionne le 9 avril 1956 |
| Paul Lücke                                        | 1914      | CDU     | Rhénanie-du-Nord-Westphalie | Rheinisch-Bergischer Kreis          | 60,1                 | |
| Hans August Lücker                                | 1915      | CSU     | Bavière                     | Memmingen                           | 57,2                 | |
| Marie-Elisabeth Lüders                            | 1878      | FDP     | Berlin                      |                                     |                      | |
| Adolf Ludwig                                      | 1892      | SPD     | Rhénanie-Palatinat          |                                     |                      | |
| Wilhelm Adam Lulay                                | 1901      | CDU     | Bade-Wurtemberg             |                                     |                      | |
| Gerhard Lütkens                                   | 1893      | SPD     | Rhénanie-du-Nord-Westphalie |                                     |                      | décédé le 17 novembre 1955 |
| Friedrich Maier                                   | 1894      | SPD     | Bade-Wurtemberg             |                                     |                      | |
| Josef Maier                                       | 1900      | CDU     | Bade-Wurtemberg             |                                     |                      | remplace Oskar Farny le 20 novembre 1953 |
| Reinhold Maier                                    | 1889      | FDP     | Bade-Wurtemberg             |                                     |                      | démissionne le 14 mai 1956 |
| Ernst Majonica                                    | 1920      | CDU     | Rhénanie-du-Nord-Westphalie | Arnsberg – Soest                    | 61,9                 | |
| Hasso von Manteuffel                              | 1897      | FDP     | Rhénanie-du-Nord-Westphalie |                                     |                      | député non inscrit à partir du 23 février 1956 Demokratische Arbeitsgemeinschaft à partir du 15 mars 1956 Parti populaire libéral à partir du 26 juin 1956 Parti allemand/Parti populaire libéral à partir du 14 mars 1957 |
| Georg Baron Manteuffel-Szoege                     | 1889      | CSU     | Bavière                     | Schwabach                           | 33,7                 | |
| Robert Margulies                                  | 1908      | FDP     | Bade-Wurtemberg             |                                     |                      | |
| Franz Marx                                        | 1903      | SPD     | Bavière                     |                                     |                      | |
| Willy Massoth                                     | 1911      | CDU     | Hesse                       |                                     |                      | |
| Heinz Matthes                                     | 1897      | DP      | Basse-Saxe                  | Fallingbostel – Hoya                | 48,6                 | Parti allemand/Parti populaire libéral à partir du 14 mars 1957 |
| Kurt Mattick                                      | 1908      | SPD     | Berlin                      |                                     |                      | |
| Oskar Matzner                                     | 1898      | SPD     | Bade-Wurtemberg             |                                     |                      | |
| Eugen Maucher                                     | 1912      | CDU     | Bade-Wurtemberg             |                                     |                      | démissionne le 16 septembre 1956 |
| Adolf Mauk                                        | 1906      | FDP     | Bade-Wurtemberg             | Heilbronn                           | 32,6                 | |
| Agnes Katharina Maxsein                           | 1904      | CDU     | Berlin                      |                                     |                      | |
| Hugo Mayer                                        | 1899      | CDU     | Rhénanie-Palatinat          | Kreuznach                           | 41,2                 | |
| Karl Meitmann                                     | 1891      | SPD     | Hambourg                    |                                     |                      | |
| Wilhelm Mellies                                   | 1899      | SPD     | Rhénanie-du-Nord-Westphalie | Lemgo                               | 48,7                 | |
| Erich Mende                                       | 1916      | FDP     | Rhénanie-du-Nord-Westphalie |                                     |                      | |
| Josef Menke                                       | 1899      | CDU     | Rhénanie-du-Nord-Westphalie | Warburg – Höxter – Büren            | 71,7                 | |
| Fritz Mensing                                     | 1895      | CDU     | Basse-Saxe                  |                                     |                      | |
| Walter Menzel                                     | 1901      | SPD     | Rhénanie-du-Nord-Westphalie | Dortmund I                          | 44,2                 | |
| Hans-Joachim von Merkatz                          | 1905      | DP      | Basse-Saxe                  | Verden – Rotenburg – Osterholz      | 47,3                 | Parti allemand/Parti populaire libéral à partir du 14 mars 1957 |
| Hans Merten                                       | 1908      | SPD     | Hesse                       |                                     |                      | |
| Ludwig Metzger                                    | 1902      | SPD     | Hesse                       | Darmstadt                           | 42,5                 | |
| Erich Meyer                                       | 1900      | SPD     | Rhénanie-du-Nord-Westphalie | Wattenscheid – Wanne-Eickel         | 43,3                 | |
| Philipp Meyer                                     | 1896      | CSU     | Bavière                     | Donauwörth                          | 59,1                 | |
| Trudel Meyer                                      | 1922      | SPD     | Rhénanie-du-Nord-Westphalie |                                     |                      | |
| Emmy Meyer-Laule                                  | 1899      | SPD     | Bade-Wurtemberg             |                                     |                      | |
| Rudolf Meyer-Ronnenberg                           | 1904      | GB/BHE  | Basse-Saxe                  |                                     |                      | CDU/CSU à partir du 20 août 1954 |
| Friedrich Middelhauve                             | 1896      | FDP     | Rhénanie-du-Nord-Westphalie |                                     |                      | démissionne le 10 septembre 1954 |
| Herwart Miessner                                  | 1911      | FDP     | Basse-Saxe                  |                                     |                      | |
| Anton Miller                                      | 1899      | CSU     | Bavière                     |                                     |                      | |
| Friedhelm Missmahl                                | 1904      | SPD     | Rhénanie-du-Nord-Westphalie |                                     |                      | remplace Wilhelm Tenhagen le 1er septembre 1954 |
| Karl Mocker                                       | 1905      | GB/BHE  | Bade-Wurtemberg             |                                     |                      | |
| Siegfried Moerchel                                | 1918      | CDU     | Basse-Saxe                  |                                     |                      | |
| Matthias Moll                                     | 1901      | SPD     | Rhénanie-du-Nord-Westphalie |                                     |                      | |
| Karl Mommer                                       | 1910      | SPD     | Bade-Wurtemberg             | Ludwigsburg                         | 28,8                 | |
| Wendelin Morgenthaler                             | 1888      | CDU     | Bade-Wurtemberg             | Rastatt                             | 65,4                 | |
| Richard Muckermann                                | 1891      | CDU     | Rhénanie-du-Nord-Westphalie | Neuss – Grevenbroich                | 63,2                 | |
| Franz Mühlenberg                                  | 1894      | CDU     | Rhénanie-du-Nord-Westphalie | Aachen-Land                         | 56,1                 | |
| Gebhard Müller                                    | 1900      | CDU     | Bade-Wurtemberg             | Balingen                            | 61,2                 | démissionne le 11 novembre 1953 |
| Hans Müller (de)                                  | 1898      | SPD     | Bavière                     |                                     |                      | |
| Karl Müller                                       | 1884      | CDU     | Rhénanie-du-Nord-Westphalie | Geilenkirchen – Erkelenz – Jülich   | 71,0                 | |
| Karl Müller (de)                                  | 1896      | DP      | Basse-Saxe                  | Cuxhaven – Hadeln – Wesermünde      | 52,3                 | Parti allemand/Parti populaire libéral à partir du 14 mars 1957 |
| Willy Müller                                      | 1903      | SPD     | Rhénanie-Palatinat          | Worms                               | 38,7                 | |
| Ernst Müller-Hermann                              | 1915      | CDU     | Brême                       |                                     |                      | |
| Franzjosef Müser                                  | 1897      | CDU     | Rhénanie-du-Nord-Westphalie | Bochum                              | 45,0                 | |
| Frieda Nadig                                      | 1897      | SPD     | Rhénanie-du-Nord-Westphalie | Bielefeld – Halle                   | 42,2                 | |
| Wilhelm Naegel                                    | 1904      | CDU     | Basse-Saxe                  |                                     |                      | décédé le 24 mai 1956 |
| Peter Nellen                                      | 1912      | CDU     | Rhénanie-du-Nord-Westphalie | Münster-Stadt und -Land             | 67,7                 | |
| Kurt Neubauer                                     | 1922      | SPD     | Berlin                      |                                     |                      | |
| August Neuburger                                  | 1902      | CDU     | Bade-Wurtemberg             | Bruchsal                            | 61,5                 | |
| Franz Neumann (de)                                | 1904      | SPD     | Berlin                      |                                     |                      | |
| Fritz Neumayer                                    | 1884      | FDP     | Rhénanie-Palatinat          |                                     |                      | député non inscrit à partir du 23 février 1956 Demokratische Arbeitsgemeinschaft à partir du 15 mars 1956 Parti populaire libéral à partir du 26 juin 1956 Parti allemand/Parti populaire libéral à partir du 14 mars 1957 |
| Alois Niederalt                                   | 1911      | CSU     | Bavière                     | Cham                                | 61,1                 | |
| Maria Niggemeyer                                  | 1888      | CDU     | Rhénanie-du-Nord-Westphalie | Paderborn – Wiedenbrück             | 69,3                 | |
| Theodor Oberländer                                | 1905      | GB/BHE  | Bavière                     |                                     |                      | député non inscrit à partir du 12 juillet 1955 Gruppe Kraft/Oberländer à partir du 14 juillet 1955 apparenté CDU/CSU à partir du 15 juillet 1955 CDU/CSU à partir du 20 mars 1956 |
| Willy Odenthal                                    | 1896      | SPD     | Rhénanie-Palatinat          |                                     |                      | |
| Josef Oesterle                                    | 1899      | CSU     | Bavière                     | Augsburg-Land                       | 56,3                 | |
| Richard Oetzel                                    | 1901      | CDU     | Rhénanie-du-Nord-Westphalie |                                     |                      | |
| Fritz Ohlig                                       | 1902      | SPD     | Basse-Saxe                  |                                     |                      | |
| Erich Ollenhauer                                  | 1901      | SPD     | Basse-Saxe                  | Stadt Hannover-Süd                  | 51,9                 | |
| Alfred Onnen                                      | 1904      | FDP     | Basse-Saxe                  |                                     |                      | |
| Franz Op den Orth                                 | 1902      | SPD     | Bavière                     |                                     |                      | |
| Eduard Orth                                       | 1902      | CDU     | Rhénanie-Palatinat          | Speyer                              | 54,7                 | démissionne le 7 octobre 1956 |
| Ernst Paul                                        | 1897      | SPD     | Bade-Wurtemberg             |                                     |                      | |
| Georg Pelster                                     | 1897      | CDU     | Rhénanie-du-Nord-Westphalie | Steinfurt – Tecklenburg             | 61,9                 | |
| Luise Peter                                       | 1906      | SPD     | Rhénanie-du-Nord-Westphalie |                                     |                      | remplace Johannes Böhm le 24 juillet 1957 |
| Georg Peters                                      | 1908      | SPD     | Basse-Saxe                  | Aurich – Emden                      | 43,0                 | |
| Helmut Petersen                                   | 1903      | GB/BHE  | Rhénanie-du-Nord-Westphalie |                                     |                      | |
| Robert Pferdmenges                                | 1880      | CDU     | Rhénanie-du-Nord-Westphalie |                                     |                      | |
| Karl Georg Pfleiderer                             | 1899      | FDP     | Bade-Wurtemberg             | Waiblingen                          | 32,9                 | démissionne le 20 septembre 1955 |
| Elisabeth Pitz-Savelsberg                         | 1906      | CDU     | Hesse                       |                                     |                      | |
| Eduard Platner                                    | 1894      | CDU     | Hesse                       |                                     |                      | Parti allemand à partir du 12 décembre 1956 Parti allemand/Parti populaire libéral à partir du 14 mars 1957 |
| Kurt Pohle                                        | 1899      | SPD     | Schleswig-Holstein          |                                     |                      | |
| Wolfgang Pohle                                    | 1903      | CDU     | Rhénanie-du-Nord-Westphalie |                                     |                      | |
| Heinz Pöhler                                      | 1919      | SPD     | Rhénanie-du-Nord-Westphalie |                                     |                      | |
| Gisela Praetorius                                 | 1902      | CDU     | Rhénanie-du-Nord-Westphalie | Mülheim                             | 42,6                 | |
| Ludwig Preiß                                      | 1910      | FDP     | Hesse                       | Marburg                             | 33,7                 | député non inscrit à partir du 23 février 1956 Demokratische Arbeitsgemeinschaft à partir du 15 mars 1956 Parti populaire libéral à partir du 26 juin 1956 Parti allemand/Parti populaire libéral à partir du 14 mars 1957 |
| Ludwig Preller                                    | 1897      | SPD     | Hesse                       | Kassel                              | 43,8                 | |
| Carl Prennel                                      | 1901      | SPD     | Bavière                     |                                     |                      | remplace Walter Sassnick le 9 novembre 1955 |
| Victor-Emanuel Preusker                           | 1913      | FDP     | Hesse                       | Wiesbaden                           | 32,4                 | député non inscrit à partir du 23 février 1956 Demokratische Arbeitsgemeinschaft à partir du 15 mars 1956 Parti populaire libéral à partir du 26 juin 1956 Parti allemand/Parti populaire libéral à partir du 14 mars 1957 |
| Moritz-Ernst Priebe                               | 1902      | SPD     | Basse-Saxe                  |                                     |                      | |
| Maria Probst                                      | 1902      | CSU     | Bavière                     | Karlstadt                           | 68,5                 | |
| Hermann Pünder                                    | 1888      | CDU     | Rhénanie-du-Nord-Westphalie | Köln II                             | 54,5                 | |
| Werner Pusch                                      | 1913      | SPD     | Bade-Wurtemberg             |                                     |                      | |
| Paul Putzig                                       | 1903      | SPD     | Rhénanie-du-Nord-Westphalie |                                     |                      | remplace Robert Görlinger le 13 février 1954 |
| Willy Max Rademacher                              | 1897      | FDP     | Hambourg                    | Hambourg VIII                       | 52,1                 | |
| Bernhard Raestrup                                 | 1880      | CDU     | Rhénanie-du-Nord-Westphalie | Beckum – Warendorf                  | 67,5                 | |
| Hugo Rasch                                        | 1913      | SPD     | Rhénanie-du-Nord-Westphalie |                                     |                      | |
| Will Rasner                                       | 1920      | CDU     | Schleswig-Holstein          | Flensburg                           | 59,6                 | |
| Ludwig Ratzel                                     | 1915      | SPD     | Bade-Wurtemberg             |                                     |                      | remplace Wilhelm Traub le 15 septembre 1955 |
| Karl Regling                                      | 1907      | SPD     | Schleswig-Holstein          |                                     |                      | |
| Luise Rehling                                     | 1896      | CDU     | Rhénanie-du-Nord-Westphalie | Hagen                               | 48,3                 | |
| Reinhold Rehs                                     | 1901      | SPD     | Schleswig-Holstein          |                                     |                      | |
| Willy Reichstein                                  | 1915      | GB/BHE  | Bavière                     |                                     |                      | |
| Hans Reif                                         | 1899      | FDP     | Berlin                      |                                     |                      | |
| Wilhelm Reitz                                     | 1904      | SPD     | Hesse                       | Wetzlar                             | 30,6                 | |
| Richard Reitzner                                  | 1893      | SPD     | Bavière                     |                                     |                      | |
| Annemarie Renger                                  | 1919      | SPD     | Schleswig-Holstein          |                                     |                      | |
| Hans Richarts                                     | 1910      | CDU     | Rhénanie-Palatinat          | Prüm                                | 79,6                 | |
| Willi Richter                                     | 1894      | SPD     | Hesse                       | Friedberg                           | 37,3                 | |
| Max Freiherr Riederer von Paar                    | 1897      | CSU     | Bavière                     | Pfarrkirchen                        | 54,1                 | |
| Walter Rinke                                      | 1895      | CSU     | Bavière                     |                                     |                      | |
| Heinrich Georg Ritzel                             | 1893      | SPD     | Hesse                       | Dieburg                             | 39,9                 | |
| Franz Josef Röder                                 | 1909      | CDU     | Sarre                       |                                     |                      | à partir du 4 janvier 1957 |
| Julie Rösch                                       | 1902      | CDU     | Bade-Wurtemberg             |                                     |                      | |
| Josef Rösing                                      | 1911      | Zentrum | Rhénanie-du-Nord-Westphalie |                                     |                      | remplace Franz Böhner le 14 janvier 1954 député non inscrit apparenté CDU/CSU à partir du 25 juin 1954 CDU/CSU à partir du 6 juin 1955 |
| Margarete Rudoll                                  | 1906      | SPD     | Rhénanie-du-Nord-Westphalie |                                     |                      | |
| Thomas Ruf                                        | 1911      | CDU     | Bade-Wurtemberg             | Eßlingen                            | 43,2                 | |
| Heinrich-Wilhelm Ruhnke                           | 1891      | SPD     | Basse-Saxe                  |                                     |                      | |
| Franz Ruland                                      | 1901      | CVP     | Sarre                       |                                     |                      | à partir du 4 janvier 1957 apparenté CDU/CSU à partir du 23 mai 1957 |
| Oskar Rümmele                                     | 1890      | CDU     | Bade-Wurtemberg             | Offenburg                           | 58,9                 | |
| Hermann Runge                                     | 1902      | SPD     | Rhénanie-du-Nord-Westphalie |                                     |                      | |
| Wilmar Sabaß                                      | 1902      | CDU     | Rhénanie-du-Nord-Westphalie |                                     |                      | |
| Anton Sabel                                       | 1902      | CDU     | Hesse                       | Fulda                               | 53,4                 | démissionne le 16 septembre 1957 |
| Adolf Franz Samwer                                | 1895      | GB/BHE  | Bade-Wurtemberg             |                                     |                      | remplace Eduard Fiedler le 15 octobre 1953, député non inscrit à partir du 12 juillet 1955 Gruppe Kraft/Oberländer à partir du 14 juillet 1955 apparenté CDU/CSU à partir du 15 juillet 1955 CDU/CSU à partir du 20 mars 1956                                                                                                 |
| Walter Sassnick                                   | 1895      | SPD     | Bavière                     | Nürnberg                            | 41,2                 | décédé le 6 novembre 1955 |
| Hermann Schäfer                                   | 1892      | FDP     | Hambourg                    | Hambourg IV                         | 54,9                 | député non inscrit à partir du 23 février 1956 Demokratische Arbeitsgemeinschaft à partir du 15 mars 1956 Parti populaire libéral à partir du 26 juin 1956 Parti allemand/Parti populaire libéral à partir du 14 mars 1957 |
| Manfred Schäfer                                   | 1921      | CDU     | Sarre                       |                                     |                      | à partir du 4 janvier 1957 |
| Fritz Schäffer                                    | 1888      | CSU     | Bavière                     | Passau                              | 61,8                 | |
| Marta Schanzenbach                                | 1907      | SPD     | Bade-Wurtemberg             |                                     |                      | |
| Hugo Scharnberg                                   | 1893      | CDU     | Hambourg                    | Hambourg II                         | 55,6                 | |
| Walter Scheel                                     | 1919      | FDP     | Rhénanie-du-Nord-Westphalie |                                     |                      | |
| Ernst Schellenberg                                | 1907      | SPD     | Berlin                      |                                     |                      | |
| Heinrich Scheppmann                               | 1895      | CDU     | Rhénanie-du-Nord-Westphalie |                                     |                      | |
| Josef Scheuren                                    | 1898      | SPD     | Rhénanie-du-Nord-Westphalie |                                     |                      | |
| Heinrich Schild                                   | 1895      | DP      | Rhénanie-du-Nord-Westphalie |                                     |                      | Parti allemand/Parti populaire libéral à partir du 14 mars 1957 |
| Lambert Schill                                    | 1888      | CDU     | Bade-Wurtemberg             | Lörrach                             | 56,9                 | |
| Josef Schlick                                     | 1895      | CDU     | Rhénanie-Palatinat          | Mainz                               | 44,6                 | |
| Hanns Schloß                                      | 1903      | FDP     | Bade-Wurtemberg             |                                     |                      | |
| Carlo Schmid                                      | 1896      | SPD     | Bade-Wurtemberg             | Mannheim-Stadt                      | 38,1                 | |
| Helmut Schmidt                                    | 1918      | SPD     | Hambourg                    |                                     |                      | |
| Martin Schmidt                                    | 1914      | SPD     | Basse-Saxe                  | Northeim – Einbeck – Duderstadt     | 30,7                 | |
| Karlfranz Schmidt-Wittmack                        | 1914      | CDU     | Hambourg                    |                                     |                      | député non inscrit à partir du 22 avril 1954 exclu le 23 février 1956 sur décision du Tribunal constitutionnel fédéral |
| Hermann Schmitt                                   | 1923      | SPD     | Hesse                       | Groß-Gerau                          | 38,8                 | |
| Kurt Schmücker                                    | 1919      | CDU     | Basse-Saxe                  | Vechta – Cloppenburg                | 77,7                 | |
| Franz Schneider                                   | 1920      | CVP     | Sarre                       |                                     |                      | député non-inscrit à partir du 4 janvier 1957 apparenté CDU/CSU à partir du 23 mai 1957 |
| Georg Schneider                                   | 1892      | CDU     | Hambourg                    |                                     |                      | |
| Heinrich Schneider                                | 1907      | DPS     | Sarre                       |                                     |                      | député non inscrit apparenté FDP à partir du 8 janvier 1957 |
| Herbert Schneider                                 | 1915      | DP      | Brême                       |                                     |                      | Parti allemand/Parti populaire libéral à partir du 14 mars 1957 |
| Ludwig Schneider                                  | 1898      | FDP     | Hesse                       | Gießen                              | 34,1                 | député non inscrit à partir du 23 février 1956 Demokratische Arbeitsgemeinschaft à partir du 15 mars 1956 Parti populaire libéral à partir du 26 juin 1956 Parti allemand/Parti populaire libéral à partir du 14 mars 1957 |
| Erwin Schoettle                                   | 1899      | SPD     | Bade-Wurtemberg             |                                     |                      | |
| Joachim Schöne                                    | 1906      | SPD     | Basse-Saxe                  | Peine – Gifhorn                     | 30,0                 | |
| Rudolf Schrader                                   | 1908      | CDU     | Basse-Saxe                  | Wolfenbüttel – Goslar-Land          | 43,7                 | |
| Helmuth Schranz                                   | 1897      | DP      | Hesse                       |                                     |                      | Parti allemand/Parti populaire libéral à partir du 14 mars 1957 |
| Nikolaus Schreiner                                | 1914      | SPD     | Sarre                       |                                     |                      | à partir du 4 janvier 1957 |
| Louise Schroeder                                  | 1887      | SPD     | Berlin                      |                                     |                      | décédé le 4 juin 1957 |
| Gerhard Schröder                                  | 1910      | CDU     | Rhénanie-du-Nord-Westphalie | Düsseldorf-Mettmann                 | 52,0                 | |
| Richard Schröter                                  | 1892      | SPD     | Berlin                      |                                     |                      | |
| Hans Schuberth                                    | 1897      | CSU     | Bavière                     | Landshut                            | 49,7                 | |
| Fritz Schuler                                     | 1885      | CDU     | Bade-Wurtemberg             | Calw                                | 43,2                 | décédé le 30 juillet 1955 |
| Hubert Schulze-Pellengahr                         | 1899      | CDU     | Rhénanie-du-Nord-Westphalie | Lüdinghausen – Coesfeld             | 69,6                 | |
| Josef Schüttler                                   | 1902      | CDU     | Bade-Wurtemberg             | Konstanz                            | 63,8                 | |
| Hans Schütz                                       | 1901      | CSU     | Bavière                     | Dillingen                           | 52,2                 | |
| Hermann Schwann                                   | 1899      | FDP     | Rhénanie-du-Nord-Westphalie |                                     |                      | |
| Werner Schwarz                                    | 1900      | CDU     | Schleswig-Holstein          | Stormarn                            | 45,0                 | |
| Elisabeth Schwarzhaupt                            | 1901      | CDU     | Hesse                       |                                     |                      | |
| Erich Schwertner                                  | 1918      | DPS     | Sarre                       |                                     |                      | à partir du 4 janvier 1957 apparenté FDP à partir du 8 janvier 1957 |
| Hans-Christoph Seebohm                            | 1903      | DP      | Basse-Saxe                  | Harburg – Soltau                    | 51,4                 | Parti allemand/Parti populaire libéral à partir du 14 mars 1957 |
| Roland Seffrin                                    | 1905      | CDU     | Hambourg                    |                                     |                      | |
| Frank Seiboth                                     | 1912      | GB/BHE  | Hesse                       |                                     |                      | |
| Max Seidel                                        | 1906      | SPD     | Bavière                     | Nürnberg – Fürth                    | 40,7                 | |
| Franz Seidl                                       | 1911      | CSU     | Bavière                     | München-Land                        | 45,1                 | |
| Max Seither                                       | 1914      | SPD     | Rhénanie-Palatinat          |                                     |                      | |
| Günther Serres                                    | 1910      | CDU     | Rhénanie-du-Nord-Westphalie | Krefeld                             | 55,1                 | |
| Walter Seuffert                                   | 1907      | SPD     | Bavière                     |                                     |                      | |
| Theodor Siebel                                    | 1897      | CDU     | Rhénanie-du-Nord-Westphalie | Siegen-Stadt und -Land Wittgenstein | 46,2                 | |
| J. Hermann Siemer                                 | 1902      | CDU     | Basse-Saxe                  |                                     |                      | |
| Emil Solke                                        | 1916      | CDU     | Rhénanie-du-Nord-Westphalie | Geldern – Kleve                     | 73,2                 | |
| Paul Sornik                                       | 1900      | GB/BHE  | Bavière                     |                                     |                      | |
| August Spies                                      | 1893      | CDU     | Rhénanie-Palatinat          | Kaiserslautern                      | 37,8                 | |
| Josef Spies                                       | 1906      | CSU     | Bavière                     | Kaufbeuren                          | 57,7                 | |
| Max Spörl                                         | 1909      | CSU     | Bavière                     | Kulmbach                            | 51,8                 | |
| Karl Graf von Spreti                              | 1907      | CSU     | Bavière                     | Kempten                             | 61,7                 | démissionne le 5 mars 1956 |
| Ernst Srock                                       | 1916      | GB/BHE  | Basse-Saxe                  |                                     |                      | |
| Willy Stahl                                       | 1903      | FDP     | Bade-Wurtemberg             |                                     |                      | |
| Wolfgang Stammberger                              | 1920      | FDP     | Bavière                     | Coburg                              | 52,8                 | |
| Heinz Starke                                      | 1911      | FDP     | Bavière                     | Hof                                 | 44,6                 | |
| Robert Stauch                                     | 1898      | CDU     | Rhénanie-Palatinat          | Westerburg                          | 54,1                 | |
| Artur Stegner                                     | 1907      | FDP     | Basse-Saxe                  |                                     |                      | député non inscrit à partir du 13 janvier 1954 Bloc des réfugiés à partir du 6 février 1957 |
| Viktoria Steinbiß                                 | 1892      | CDU     | Rhénanie-du-Nord-Westphalie |                                     |                      | |
| Karl Steinhauer                                   | 1902      | CDU     | Sarre                       |                                     |                      | remplace Wilhelm Kratz le 12 avril 1957 |
| Georg Stierle                                     | 1897      | SPD     | Hesse                       |                                     |                      | |
| Georg Stiller                                     | 1907      | CSU     | Bavière                     |                                     |                      | |
| Josef Stingl                                      | 1919      | CDU     | Berlin                      |                                     |                      | |
| Anton Storch                                      | 1892      | CDU     | Basse-Saxe                  | Osnabrück-Stadt und -Land           | 52,1                 | |
| Leo Storm                                         | 1908      | CDU     | Rhénanie-du-Nord-Westphalie | Duisburg I                          | 44,1                 | |
| Heinrich Sträter                                  | 1891      | SPD     | Rhénanie-du-Nord-Westphalie | Ennepe-Ruhr – Witten                | 43,1                 | |
| Franz Josef Strauß                                | 1915      | CSU     | Bavière                     | Weilheim                            | 52,3                 | |
| Käte Strobel                                      | 1907      | SPD     | Bavière                     |                                     |                      | |
| Johannes-Helmut Strosche                          | 1912      | GB/BHE  | Bavière                     |                                     |                      | |
| Detlef Struve                                     | 1903      | CDU     | Schleswig-Holstein          | Rendsburg                           | 55,1                 | |
| Richard Stücklen                                  | 1916      | CSU     | Bavière                     | Weißenburg                          | 69,9                 | |
| Ferdinand Stümer                                  | 1922      | SPD     | Basse-Saxe                  |                                     |                      | remplace Ernst Winter le 30 mars 1954 |
| Franz Tausch-Treml                                | 1901      | SPD     | Berlin                      |                                     |                      | remplace Josef Grunner le 25 juin 1957 |
| Wilhelm Tenhagen                                  | 1911      | SPD     | Rhénanie-du-Nord-Westphalie |                                     |                      | décédé le 22 août 1954 |
| Theodor Teriete                                   | 1907      | CDU     | Rhénanie-du-Nord-Westphalie |                                     |                      | |
| Willy Thieme                                      | 1912      | SPD     | Bavière                     |                                     |                      | |
| Johann Thies                                      | 1898      | CDU     | Basse-Saxe                  |                                     |                      | remplace Wilhelm Naegel le 30 mai 1956 |
| Robert Tillmanns                                  | 1896      | CDU     | Berlin                      |                                     |                      | décédé le 12 novembre 1955 |
| Wilhelm Traub                                     | 1914      | SPD     | Bade-Wurtemberg             |                                     |                      | démissionne le 8 septembre 1955 |
| Hermann Trittelvitz                               | 1909      | SPD     | Rhénanie-Palatinat          |                                     |                      | démissionne le 12 septembre 1956 |
| Franz Xaver Unertl                                | 1911      | CSU     | Bavière                     | Vilshofen                           | 50,0                 | |
| Franz Varelmann                                   | 1904      | CDU     | Basse-Saxe                  |                                     |                      | |
| Hermann Veit                                      | 1897      | SPD     | Bade-Wurtemberg             |                                     |                      | démissionne le 10 décembre 1953 |
| Elisabeth Vietje                                  | 1902      | CDU     | Basse-Saxe                  |                                     |                      | |
| Rudolf Vogel                                      | 1906      | CDU     | Bade-Wurtemberg             | Aalen                               | 59,8                 | |
| Heinrich Voß                                      | 1909      | CDU     | Rhénanie-du-Nord-Westphalie |                                     |                      | |
| Gerhard Wacher                                    | 1916      | CSU     | Bavière                     |                                     |                      | |
| Oskar Wacker                                      | 1898      | CDU     | Bade-Wurtemberg             | Tauberbischofsheim                  | 63,4                 | |
| Friedrich Wilhelm Wagner                          | 1894      | SPD     | Rhénanie-Palatinat          | Ludwigshafen                        | 43,3                 | |
| Josef Wagner (de)                                 | 1892      | SPD     | Bavière                     |                                     |                      | |
| Eduard Wahl                                       | 1903      | CDU     | Bade-Wurtemberg             | Heidelberg                          | 48,3                 | |
| Albert Walter                                     | 1885      | DP      | Hambourg                    | Hambourg V                          | 47,6                 | Parti allemand/Parti populaire libéral à partir du 14 mars 1957 |
| Karl Walz                                         | 1900      | CDU     | Rhénanie-Palatinat          |                                     |                      | |
| Fritz Weber                                       | 1911      | FDP     | Bade-Wurtemberg             |                                     |                      | remplace Reinhold Maier le 15 mai 1956 |
| Helene Weber                                      | 1881      | CDU     | Rhénanie-du-Nord-Westphalie | Aachen-Stadt                        | 57,7                 | |
| Karl Weber                                        | 1898      | CDU     | Rhénanie-Palatinat          | Koblenz                             | 62,1                 | |
| Fritz Wedel                                       | 1916      | DPS     | Sarre                       |                                     |                      | à partir du 4 janvier 1957 député non inscrit apparenté FDP à partir du 8 janvier 1957 |
| Heinrich Wehking                                  | 1899      | CDU     | Rhénanie-du-Nord-Westphalie |                                     |                      | |
| Herbert Wehner                                    | 1906      | SPD     | Hambourg                    | Hambourg VII                        | 49,0                 | |
| Philipp Wehr                                      | 1906      | SPD     | Brême                       | Bremerhaven – Brême-Nord            | 39,2                 | |
| Erwin Welke                                       | 1910      | SPD     | Rhénanie-du-Nord-Westphalie |                                     |                      | |
| Hans Wellhausen                                   | 1894      | FDP     | Bavière                     |                                     |                      | député non inscrit à partir du 23 février 1956 Demokratische Arbeitsgemeinschaft à partir du 15 mars 1956 CDU/CSU à partir du 23 juin 1956 |
| Friedrich Welskop                                 | 1898      | CDU     | Rhénanie-du-Nord-Westphalie | Herne – Castrop-Rauxel              | 44,2                 | |
| Emmi Welter                                       | 1887      | CDU     | Rhénanie-du-Nord-Westphalie |                                     |                      | remplace Walther Kolbe le 4 janvier 1954 |
| Ernst Weltner                                     | 1898      | SPD     | Basse-Saxe                  | Neustadt – Grafschaft Schaumburg    | 35,1                 | |
| Fritz Wenzel                                      | 1910      | SPD     | Basse-Saxe                  |                                     |                      | |
| Friedrich Werber                                  | 1901      | CDU     | Bade-Wurtemberg             | Karlsruhe-Stadt                     | 48,0                 | |
| Willi Weyer                                       | 1917      | FDP     | Rhénanie-du-Nord-Westphalie |                                     |                      | démissionne le 17 septembre 1954 |
| Hugo Wiedeck                                      | 1910      | CDU     | Rhénanie-du-Nord-Westphalie |                                     |                      | |
| Karl Wienand                                      | 1926      | SPD     | Rhénanie-du-Nord-Westphalie |                                     |                      | |
| Karl Wieninger                                    | 1905      | CSU     | Bavière                     | München-Süd                         | 48,9                 | |
| Hans-Peter Will                                   | 1899      | SPD     | Sarre                       |                                     |                      | à partir du 4 janvier 1957 |
| Rudolf Will                                       | 1893      | FDP     | Berlin                      |                                     |                      | |
| Friedrich Wilhelm Willeke                         | 1893      | CDU     | Rhénanie-du-Nord-Westphalie | Recklinghausen-Land                 | 54,3                 | |
| Heinrich Windelen                                 | 1921      | CDU     | Rhénanie-du-Nord-Westphalie |                                     |                      | remplace Valentin Brück le 28 septembre 1957 |
| Bernhard Winkelheide                              | 1908      | CDU     | Rhénanie-du-Nord-Westphalie | Recklinghausen-Stadt                | 49,4                 | |
| Ernst Winter                                      | 1888      | SPD     | Basse-Saxe                  |                                     |                      | décédé le 7 mars 1954 |
| Friedrich Winter                                  | 1902      | CSU     | Bavière                     |                                     |                      | remplace Karl Graf von Spreti le 6 mars 1956 |
| Carl Wirths                                       | 1897      | FDP     | Rhénanie-du-Nord-Westphalie | Wuppertal I                         | 50,5                 | décédé le 16 juin 1955 |
| Otto Wittenburg                                   | 1891      | DP      | Schleswig-Holstein          |                                     |                      | Parti allemand/Parti populaire libéral à partir du 14 mars 1957 |
| Franz Wittmann                                    | 1895      | CSU     | Bavière                     |                                     |                      | |
| Karl Wittrock                                     | 1917      | SPD     | Hesse                       |                                     |                      | |
| Albert Wolf                                       | 1916      | CDU     | Bade-Wurtemberg             |                                     |                      | remplace Gebhard Müller le 13 novembre 1953 |
| Jeanette Wolff                                    | 1888      | SPD     | Berlin                      |                                     |                      | |
| Franz-Josef Wuermeling                            | 1900      | CDU     | Rhénanie-Palatinat          | Altenkirchen (Westerwald)           | 56,2                 | |
| Heinrich Wullenhaupt                              | 1903      | CDU     | Rhénanie-du-Nord-Westphalie |                                     |                      | |
| Otto Ziegler                                      | 1895      | SPD     | Basse-Saxe                  |                                     |                      | décédé le 27 juillet 1956 |
| Heinrich Zimmermann                               | 1893      | DP      | Basse-Saxe                  | Uelzen                              | 27,5                 | Parti allemand/Parti populaire libéral à partir du 14 mars 1957 |
| Ernst Zühlke                                      | 1895      | SPD     | Bavière                     |                                     |                      | |